# لويس كوين (لاعب كريكت)
لويس كوين (28 مارس 1967 - ) (بالإنجليزية: Louis Koen)‏ هو لاعب كريكت جنوب أفريقي.

## وصلات خارجية
- لويس كوين على موقع إي آس بي آن كريك إنفو (الإنجليزية)